# 塔库尔甘杰
塔库尔甘杰（Thakurganj），是印度比哈尔邦Kishanganj县的一个城镇。总人口15288（2001年）。

## 人口
该地2001年总人口15288人，其中男性8075人，女性7213人；0—6岁人口2573人，其中男1328人，女1245人；识字率54.04%，其中男性为62.70%，女性为44.34%。